# 6403 Steverin
6403 Steverin è un asteroide della fascia principale. Scoperto nel 1991, presenta un'orbita caratterizzata da un semiasse maggiore pari a 2,5933216 UA e da un'eccentricità di 0,1250172, inclinata di 14,32507° rispetto all'eclittica.